# Scotina palliardii
Scotina palliardii – gatunek pająka z rodziny obniżowatych.
Gatunek ten opisany został w 1881 roku przez Ludwiga C.C. Kocha jako Liocranum palliardii. Epitet gatunkowy nadano na cześć A.A. Palliardiego. W 1932 roku Eugène Simon przeniósł go do rodzaju Scotina.
Samce osiągają od 2,2 do 3 mm, a samice od 2,4 do 3,1 mm długości ciała. Karapaks zmierzony u 24 samców miał od 1,08 do 1,4 mm długości oraz od 0,83 do 1,06 mm szerokości, zaś u 20 samic od 1,15 do 1,44 mm długości i od 0,83 do 1,1 mm szerokości. Ubarwienie karapaksu jest jasnobrązowawe z ciemnobrązowymi krawędziami i regionem ocznym oraz ciemnymi znakami przy jamkach i ciemniejszymi od tła paskami rozchodzącymi się promieniście. Żółtobrązowe szczękoczułki mają po 4 ząbki na przedniej i 3 zęby na tylnej krawędzi. Sternum ma kolor jasnożółtawobrązowy z ciemniejszymi brzegami. Barwa odnóży jest żółtawobrązowa, w przypadku dwóch początkowych par z ciemnobrązowymi szczytami rzepek, goleniami i nadstopiami. Opistosoma (odwłok) ma jasnoszarawobrązowy spód, zaś wierzch szarobrązowy, głównie bez wzoru lub ze słabo zaznaczonym jasnoszarawobrązowym znakiem w części przednio-środkowej.
Nogogłaszczki samca mają łukowato zakrzywioną apofizę tegularną, krótszą niż szerokość goleni i spiczasto zwieńczoną apofizę retrolateralną oraz zakrzywiony embolus o cienkim wierzchołku i szerokiej, równomiernie zakrzywionej nasadzie. Płytka płciowa samicy ma przód podzielony dwuwypukłą przegrodą, otwory kopulacyjne leżące na długich krawędziach bocznych i wąski przedsionek. Przewody kopulacyjne są łukowate. Kształt zbiorników nasiennych jest nieco zakrzywiony.
Pająk znany z Portugalii, Hiszpanii, Wielkiej Brytanii, Francji, Belgii, Holandii, Niemiec, Szwajcarii, Austrii, Włoch, Szwecji, Norwegii, Finlandii, Estonii, Łotwy, Litwy, Polski, Czech, Słowacji, Węgier, Białorusi, Ukrainy, Rumunii, Rosji, Turcji i Korei. Zamieszkuje bagna, suche łąki i wrzosowiska. Bytuje w ściółce, wśród mchów, porostów i traw. Dojrzałe osobniki są aktywne przez cały rok, choć samców nie notowano w styczniu.